# Flatey (Skjálfandi)
Flatey es una isla localizada en la bahía de Skjálfandi, a 8.7 kilómetros de Húsavík, al norte de Islandia. Su nombre del islandés traduce «isla plana».

## Descripción
Su punto más alto está a sólo unos 22 m s. n. m., de ahí su nombre. Se trata de una isla de dos y medio kilómetros de largo, 1,7 kilómetros de ancho y 2.8 kilómetros cuadrados de superficie. Es la quinta isla más grande de Islandia.

## Historia
Las personas se asentaron en Flatey en los primeros tiempos históricos, pero nunca tuvo una gran población. El mayor número de habitantes se alcanzó en 1942, cuando había 120 personas. Como otros pueblos y ciudades cercanas creció, pero fue muy difícil para Flatey para competir con ellos, y la gente empezó a abandonar la isla y, en 1967, no había habitantes fijos. Ahora existe un único núcleo de población estacional, durante el verano, y muchos turistas visitan la isla en esta época.